# ソロモン・スナイダー
ソロモン・ハルバート・スナイダー（Solomon Halbert Snyder, 1938年12月26日 - ）はアメリカ合衆国の神経科学者。ジョンズ・ホプキンズ大学教授。オピオイド受容体と内因性エンケファリンの相互作用を解明したことで知られる。
1962年にジョージタウン大学から医学博士号取得。1963年から1965年までアメリカ国立衛生研究所の助教となり、1979年から翌年まで北米神経科学学会会長を務めた。

## 受賞歴
- 1970年 ジョン・J・エイベル賞
- 1978年 アルバート・ラスカー基礎医学研究賞
- 1982年 ウルフ賞医学部門
- 1984年 ディクソン賞医学部門
- 1991年 バウアー賞
- 2000年 ラルフ・W・ジェラルド賞
- 2003年 アメリカ国家科学賞
- 2007年 オールバニ・メディカルセンター賞
- 2013年 米国科学アカデミー賞神経科学部門
- 2014年 ウォーレン・アルパート財団賞
- 2018年 クラリベイト・アナリティクス引用栄誉賞

## 参照
- Johns Hopkins page
- Lieber Institute for Brain Development
- Biography of Solomon Snyder from the NIH Foundation
- Biography of Solomon Snyder from The National Academies
- Money for Brains